# Steve Peacocke

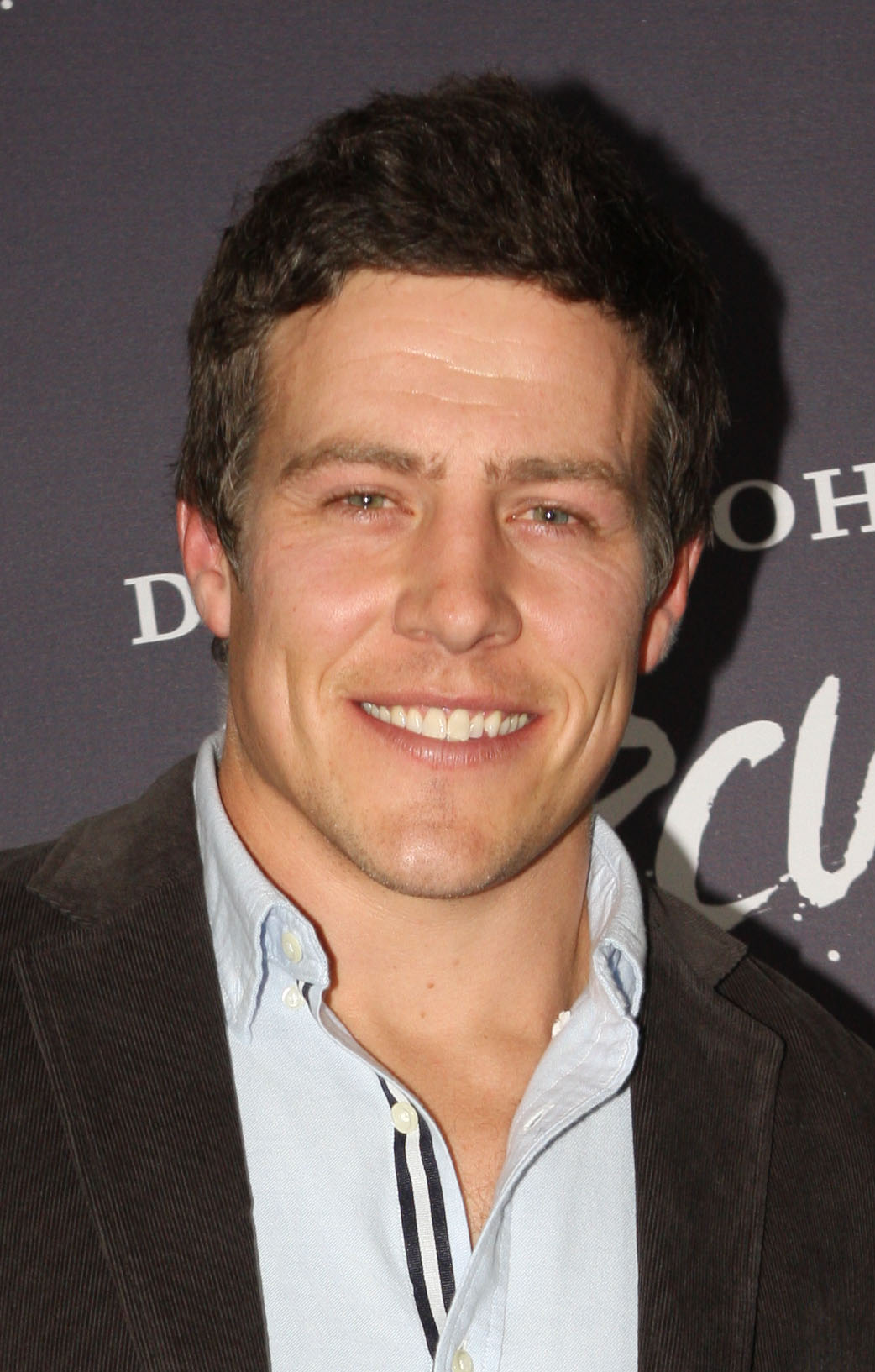
Peacocke, Juni 2014

Stephen Peacocke (* 30. Oktober 1981 in Dubbo, New South Wales, Australien) ist ein australischer Schauspieler.

## Leben
Peacocke wurde in Dubbo, New South Wales als Sohn von Gareth Peacocke, einem Buchhalter, und seiner Frau Sylvia geboren.
Peacocke besuchte die Schulen in South Dubbo, bevor er die Sekundarschule an einem Internat in Bathurst abschloss. Anschließend studierte er Kommunikation an der University of Newcastle und besuchte einen Schauspielkurs bei Glenn Hazeldine, der ihn auch dazu ermutigte Schauspieler zu werden.
Peacocke begann seine Schauspielkarriere 2006 mit einer kleinen Rolle im australischen Film Suburban Mayhem, es folgten mehr als zwei Dutzend Film- und Fernsehproduktionen.
Er ist seit 2014 verheiratet und hat eine Tochter.

## Filmographie
- 2006: Suburban Mayhem
- 2007: All Saints
- 2008: Cue Howard
- 2008: Emerald Falls
- 2009: Packed to the Rafters
- 2010: The Black Dog
- 2010: The Robbery
- 2010: Rake
- 2011: Telethon
- 2011: Burning Man
- 2011–2016: Home and Away
- 2014: Hercules
- 2016–2017: Wanted
- 2016: Whiskey Tango Foxtrot
- 2016: Ein ganzes halbes Jahr (Me Before You)
- 2016: Cooped Up
- 2019: Squinters
- 2019: Danger Close – Die Schlacht von Long Tan (Danger Close: The Battle of Long Tan)
- 2019: Les Norton
- 2019: Little Monsters
- 2019–2023: Five Bedrooms
- 2020: Informer 3838
- seit 2021: RFDS
- seit 2021: The Newsreader
- 2024: Before Dawn
- 2024: Human Error